# Pouštění žilou

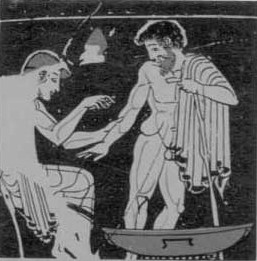
Lékař odebírá pacientovi krev, asi 480–470 př. n. l.

Pouštění žilou je odebrání určitého množství pacientovy krve za účelem léčby nebo prevence onemocnění. Pouštění žilou bylo založeno na starověké lékařské teorii, podle které krev s dalšími tekutinami tvořila systém čtyř základních tělesných šťáv, jejichž rovnováha byla podmínkou zdraví. Pouštění žilou bylo běžnou součástí lékařské praxe od starověku až do poloviny 19. století. Dnešní lékařská praxe tuto techniku již opustila a používá ji jen v několika velmi specifických situacích. V době, kdy neexistovaly žádné léky na hypertenzi, mohlo pouštění žilou někdy působit příznivě tím, že dočasně snížilo krevní tlak (snížením krevního objemu). Vzhledem k tomu, že hypertenze je velmi často bez příznaků, a proto ji nelze bez moderních metod diagnostikovat, byl tento efekt ovšem neúmyslný. V naprosté většině případů toto pouštění krve pacientům naopak škodilo.